# Baal-Szalisza
Baal-Szalisza, ziemia Szalisza, Baicarisa – niezidentyfikowane miejsce w okolicach góry Efraim, dokąd według 1 Księgi Samuela (1 Sm 9,4) Saul wyruszył na poszukiwania osłów swego ojca. W 2 Księdze Królewskiej (2 Krl 4,42–44) znajduje się opis dokonania przez Elizeusza cudu rozmnożenia jedzenia dla mieszkańca z Baal-Szalisza. Pisarz z przełomu III i IV wieku Euzebiusz z Cezarei w Onomasticonie (Onom. 56,21) wymieniał miejsce Baicarisa, nazywając tak Baal-Szalisza za Septuagintą. Jego lokalizację wskazywał błędnie na około 24 km na północ od Lod w Dolinie Timna.